# 陳原 (台灣企業家)
陳原（1969年－）是一名台灣企業家、作家。

## 生平
中學肄業，台灣仁本服務集團創辦人暨執行長。育有一子一女，其子陳聖文為台灣政治人物，曾參選台北市大安文山市議員，其女湘為伊林女模特兒，曾拍攝星宇航空平面照。

## 著作
- 《當生命走到盡頭，愛才開始：以仁為本的送行者傳奇》ISBN 9789861336145